# 黃欉
黃欉（1911年5月10日—1970年12月18日），道號玄空，人稱「玄空師父」、「玄空道長」，通稱「黃玄空」，新北市樹林區人，祖籍福建省泉州府安溪縣積德鄉，臺灣企業家，海山二坑煤礦業主、行天宮創辦人，獨資創建行天宮台北本宮、北投分宮、三峽行修宮及其前身「行修堂」。

## 生平

### 家庭背景
1911年農曆四月十二，黃欉生於臺灣臺北州海山郡鶯歌街桃子腳（今新北市樹林區柑園附近），父黃山國、母許氏好，兩人育有五子五女，第五子黃松桂夭折、其餘五女送人領養，夫妻倆另外領養鄰人之女、年長黃欉兩歲的陳敏為童養媳，排行第四子的黃欉因而成為事實上的幼子。其曾祖父黃志旺（廷瑞）係清道光二十年（1840年）武科舉人，奉命駐紮於臺灣成為家族開臺始祖；祖父黃金枝務農且坐擁田產，後因暴雨洪水致使田產被淹沒而憂憤致死，時年身為祖父長子的父親黃山國年僅19歲，只能靠做粗工維生。

### 早年經歷
1919年4月，黃欉進入柑園公學校成為該校第四屆學生，學習國語（日文）、算數、農業、家政等科目。1925年，自公學校畢業後，隨三兄黃新火前往桃園大溪依靠當時已在金瓜石煤礦工作的長兄黃太平、二兄黃紅英擔任礦場童工，半年後因考量一家四個男丁皆為礦工，家族為避險安排黃欉與三兄前往臺北京町（今台北市北門）於日籍人士開設的「岡本金物店」五金行擔任學徒。1930年，因日籍老闆決定返回日本，黃欉與三兄集資收購「岡本金物店」的材料，將店面遷至艋舺（今萬華區），更名為「新本金物店」正式創業。1933年，「新本金物店」擴大營業規模，黃欉與三兄於今台北市中山北路一段購置新屋開設本店，原萬華店面改為分店。1935年，與卓蜜女士結婚。1939年，黃欉投資開發三峽白雞（今新北市三峽區白雞路）的煤礦場，經數年努力採得豐厚煤礦，從此躋身為礦業鉅子。

### 投身辦道

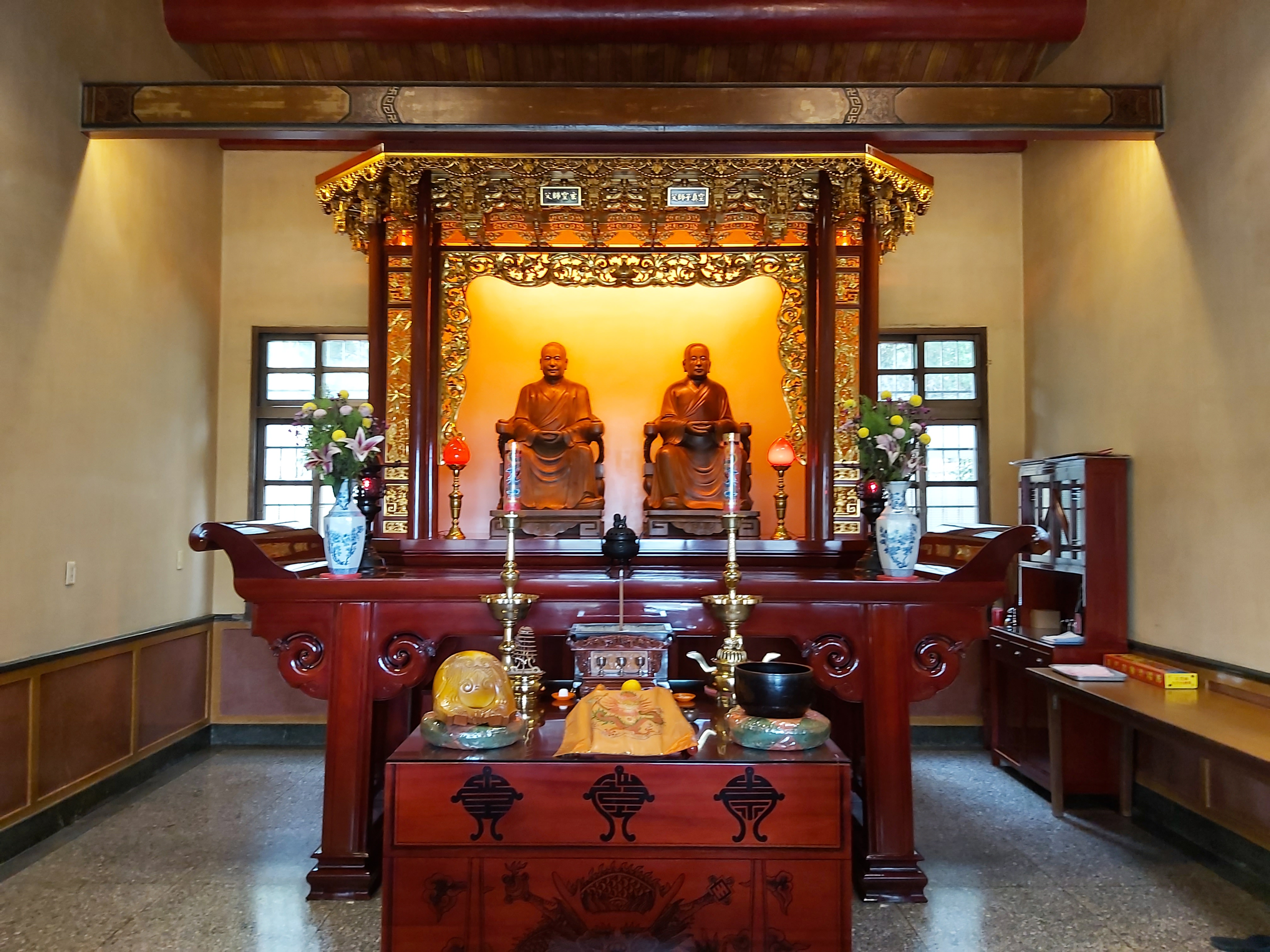
行天宮北投分宮崇德堂郭空真（右）與黃玄空（左）坐像

1943年，空真子師父（郭得進居士）及眾師兄弟於台北城永樂町（今台北市大同區之迪化街）設「行天堂」恭奉關聖帝君，黃欉經兄長引介與「行天堂」關聖帝君結緣，同年黃欉為替父親黃山國祈求病體康復，乃皈依於恩主公（關聖帝君）門下，並獲賜道號「悟道」（1952年經神示更改為「玄空」）、妻子卓蜜道號為「妙惠」。1945年，三峽白雞爆發瘧疾，因交通困難導致居民就醫不便，黃欉除了提供礦場輕便車作為緊急送醫的工具，更於海山二坑礦場事務所內設立「行修堂」奉祀關聖帝君以祈瘟疫平息。1949年農曆八月，黃欉為感念關聖帝君神恩護佑，捐出海山二坑事務所旁土地，獨資興建廟宇「行修堂」遷入，聖賜「關帝廟行修宮」（現址為今行修宮明德堂），同年黃欉出資於臺北市九臺街（今林森北路新興國中）購入原宮前町的一間齋堂，創建「關帝廟行天宮」，由大師兄空真子師父擔任住持。1956年，因九臺街關帝廟行天宮所在地被政府規劃為國民中學預定地必須另尋土地建廟，遂決定於北投嗄嘮別（今桃源里忠義山下）動土興建「北投分宮」，規劃一殿式格局（即今北投分宮之後殿）並投入個人資產支應購地及大部分營建等費用。1957年，黃欉主動捐資鋪設白雞通往三峽的產業道路。1958年，大師兄空真子驟然歸真，黃欉應眾師兄弟推舉，出任台北九臺街「關帝廟行天宮」、三峽「關帝廟行修宮」及「北投分宮」等三宮「總住持」。黃欉重新規劃北投分宮，由原一殿式擴建為三殿式。1960年8月4日，行天宮北投分宮之後殿落成，舉行「五聖恩主」安座典禮，奉祀關聖帝君為主神。1960年11月1日，黃欉為顧及廣大信眾及當地居民的交通便利，出資購地，並捐贈土地和營建費用，委請台灣鐵路局於鐵路淡水支線，增設「忠義站」。1962年農曆四月，黃欉捐獻土地獨資興建三峽行修宮（即今行天宮三峽分宮），動土整地。1963年，黃欉捐資拓寬白雞至三峽的產業道路，由省主席黃杰命名為「正義路」，獲得「台灣省義務勞動比賽」第一名。1964年，黃欉捐資購地於台北市中山區西新庄子（今民權東路）興建行天宮台北本宮。同年，黃欉捐出土地及義務勞動獎金所贊助興建的「大埔國民小學民義分校」（今民義國小）正式招生，是三峽白雞的第一所小學。是年農曆十一月三峽行修宮舉行「正殿」上樑典禮，農曆十二月舉行「前殿」上梁典禮。1965年5月31日，行天宮北投分宮之玉皇殿、前殿等竣工，北投分宮全部告成並舉行慶成典禮，由黃欉訂定行天宮〈宮規〉及〈管理規則〉。同年12月6日，三峽行修宮亦告落成，並舉行慶成典禮。1967年12月底，台北本宮落成。黃欉於1956至1967年十二年間先後完成建設北投分宮、三峽行修宮、台北本宮共三宮的弘願。

### 晚年
1968年1月25日，台北本宮舉行慶成典禮，九臺街關帝廟行天宮遷入，黃欉於三宮分別勒石立碑，昭示三宮本屬同源，永遠關聯不得分離。1969年1月18日，黃欉興建的行天宮三宮正式完成「財團法人台北市行天宮」（2003年更名為「財團法人台北行天宮」）法人登記。同年，黃欉採納兒子黃忠臣建議成立「行天宮附設圖書館籌建委員會」，推動宗教落實社會文化教育事業的願景。1970年8月21日，黃欉將獨資興建的三峽行修宮全數捐贈給「財團法人台北市行天宮」，是為行天宮三峽分宮。1970年12月18日（農曆11月20日）黃欉辭世，享壽60歲。1972年農曆十月，為紀念黃欉興建行天三宮及對社會公益的貢獻，行修宮（三峽分宮）旁之「明德堂」（原關帝廟行修宮廟址）新建落成以奉祀「玄空師父」黃欉，永誌追懷。

## 思想
黃欉篤信「恩主公」信仰，崇奉關聖帝君，關聖帝君賜與黃欉道號「玄空」，行天宮敬稱「玄空師父」，為行天宮三宮之建設人。黃欉提倡「問心敬神」的正信理念，主張行天宮：「不焚化金紙、不演戲酬神、不答謝金牌、不供奉牲禮、不設乩扶鸞、不設功德箱、不對外勸募」等正信措施，免費濟世。
也提出「三觀」，即「修德敬神的正信觀」、「萬般由心的命運觀」、「敦倫盡分的家庭觀」為主，啟發無數信眾，黃欉期盼信眾能於五倫關係中，實踐八德，以圓滿道德生活。至今行天宮，秉承其訂立的宮規及正信開示，尊其為「行天宮精神導師」。

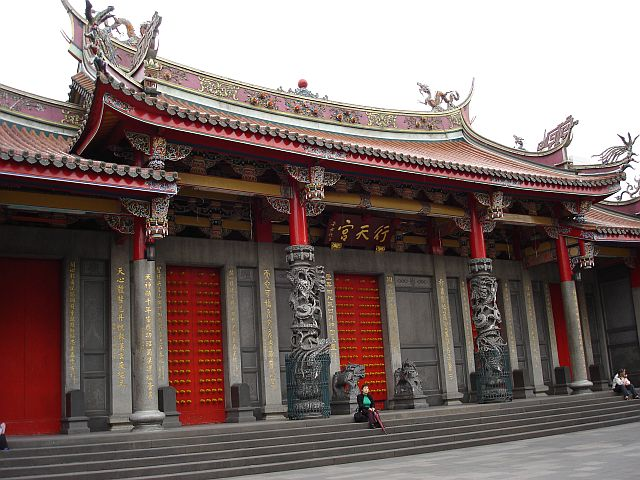
黃欉在台北所創建的行天宮(台北本宮，1967年竣工)

## 慈善事業
黃欉澹泊名利，將富裕與成就歸功於天公與關聖帝君的護佑，除耗費鉅資投入行天宮三宮建設，並成立財團法人，將行天宮三宮奉獻給社會之外；亦熱心公益，造橋鋪路：樹林柑園橋、三峽產業道路（今白雞路）、三峽正義街的修建工程；捐地興善，促成設立三峽白雞民義國小、臺鐵北投忠義站、樹林公墓；及無數的賑災等等。黃欉採納當時就讀高中的兒子黃忠臣建議，應興建圖書館，提供學子向上，於是黃欉於1969年成立「圖書館籌建委員會」，積極推動圖書館等各項工作，後行天宮為紀念之，更名為「玄空圖書館」，第一座圖書館於1978年正式服務社會，是為「敦化總館」，之後又落成「松江分館」、「北投分館」、「中山分館」（親子館）。

## 外部連結
- 行天宮五大志業 （页面存档备份，存于）之玄空師父簡介 （页面存档备份，存于）